# Leichenfund von Grays
Beim Leichenfund von Grays wurden am 23. Oktober 2019 die Leichen von 39 Menschen aus Vietnam in einem Kühlauflieger in Grays, Grafschaft Essex, nahe London gefunden. Es handelte sich um Migranten, die auf diesem Weg in das Vereinigte Königreich geschmuggelt werden sollten und die Opfer von Menschenhändlern geworden waren. Die 31 Männer und acht Frauen, der Jüngste 15 Jahre alt, starben an Hypoxie (Sauerstoffmangel) und Hyperthermie (Überhitzung). Bei dem Strafverfahren im Zusammenhang mit dem Leichenfund wurden insgesamt sechs Männer zu mehrjährigen Haftstrafen verurteilt.

## Der Fall

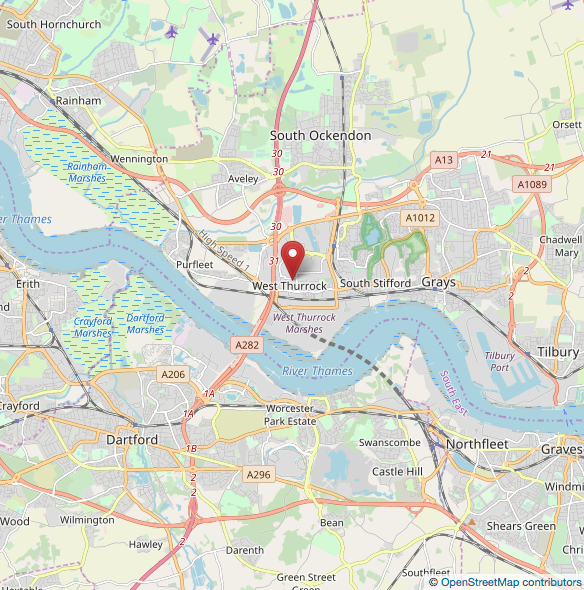
Fundort der Leichen in Grays

Die örtliche Ambulanz fand am 23. Oktober 2019 39 Personen leblos in einem Kühllaster in einem Industriegebiet von Grays, im Borough Thurrock in der Grafschaft Essex. Die Immigranten hatten sich Schleppern anvertraut, die sie von Vietnam über Berlin zunächst nach Nordfrankreich gebracht hatten. Dort hatten sie einen Auflieger bestiegen, in dem sie zunächst nach Zeebrugge, Belgien, transportiert und dort eingeschifft worden waren. So gelangten sie in den englischen Hafen Purfleet. Von dort wurde der Auflieger weiter transportiert, bis dem Fahrer in Grays der Tod der Insassen auffiel. Er verständigte die Behörden.

## Angaben zu den Opfern
In dem Auflieger starben 39 Menschen aus Vietnam. Die Polizei von Essex nahm nach der Entdeckung der Leichen zunächst an, dass die Toten aus der VR China stammen. Bei den Toten handelte es sich um 28 erwachsene Männer und acht erwachsene Frauen sowie drei männliche Jugendliche, die beiden jüngsten von ihnen 15 Jahre alt. Sie hatten für den Transfer aus Vietnam nach Großbritannien jeweils bis zu 30.000 Pfund bezahlt und damit eine vergleichsweise teure und – wie ihnen versprochen wurde – sichere Transportmöglichkeit gewählt. Für die Passage von Nordfrankreich nach England hatten sie jeweils 10.000 bis 13.000 Pfund bezahlt. Das Ziel vieler Opfer sei es gewesen, in Großbritannien in der Gastronomie oder in einem Nagelstudio zu arbeiten und mit den Einkünften die Familien in Vietnam zu unterstützen und die Schulden für die Überfahrt zu begleichen. Die Temperaturen im Auflieger waren auf 38,5 °C gestiegen. Die Insassen starben an Hyperthermie und Sauerstoffmangel.

## Ermittlungen und Prozesse
Die Ermittlungsbehörden verhafteten nicht nur den LKW-Fahrer, sondern eine Reihe weiterer Verdächtiger, die als Schlepper den Transport mit durchgeführt oder organisiert haben.
Im Januar 2021 wurde das Strafmaß für die wegen Totschlags und Menschenhandel Angeklagten verkündet. Insgesamt sechs Personen erhielten Freiheitsstrafen:
- Ein 41-jähriger irischer Transportunternehmer wurde als Drahtzieher des Menschenhandels identifiziert. Er wurde zu 20 Jahren Haft verurteilt.
- Ein 43-jähriger rumänischer Lastwagenmechaniker wurde ebenfalls als Drahtzieher zu 27 Jahren Haft verurteilt.
- Ein 26-jähriger nordirischer Lastwagenfahrer, der den Transport ab dem Hafen von Essex durchgeführt hatte, wurde zu 13 Jahren und 4 Monaten Haft verurteilt.
- Ein 24-jähriger nordirischer Lastwagenfahrer, der den Transport von Nordfrankreich nach Zeebrugge durchgeführt hatte, wurde zu 18 Jahren Haft verurteilt.
- Ein weiterer 24-jähriger nordirischer Lastwagenfahrer, der an diesem Transport nicht beteiligt war, jedoch an früheren vergleichbaren Transporten, wurde zu 7 Jahren Haft verurteilt.
- Ein 38-jähriger rumänischer Lastwagenfahrer, der an diesem Transport ebenfalls nicht beteiligt war, jedoch an früheren vergleichbaren Transporten, wurde zu 3 Jahren Haft verurteilt.[3]